# کاراتوو
کاراتوو (انگلیسی: Karatovo) یک شهرک در شهرستان تویمازینسکی استان باشقیرستان کشور روسیه است.